# Мелиава, Тамаз Георгиевич
Тамаз Георгиевич Мелиава (23 декабря 1929 года, Тбилиси, — 25 августа 1972 года, Тбилиси) — советский и грузинский кинорежиссёр и сценарист. Заслуженный деятель искусств Грузинской ССР (1967).

## Биография
В 1948—1951 годах учился в Московском юридическом институте.
В 1959 году окончил режиссёрский факультет ВГИКа (мастерская Сергея Юткевича).
С 1954 года — ассистент режиссёра Киевской киностудии, «Мосфильма».
С 1956 года — режиссёр «Мосфильма» и киностудии имени А. П. Довженко, с 1959 года — «Грузия-фильм».

## Фильмография

### Режиссёр
- 1958 — Простая вещь
- 1958 — У тихой пристани
- 1963 — Белый караван
- 1967 — Как солдат от войска отстал
- 1973 — Похищение Луны

### Сценарист
- 1958 — Простая вещь
- 1966 — Кто придумал колесо?
- 1971 — Ожерелье для моей любимой
- 1972 — Гладиатор
- 1973 — Похищение Луны

## Награды
- Заслуженный деятель искусств Грузинской ССР (1967).